# Liberty of the Seas
Liberty of the Seas es un crucero de la clase Freedom perteneciente a la empresa naviera Royal Caribbean International que entró en servicio regular en mayo de 2007. Inicialmente se anunció que se llamaría Endeavour of the Seas, sin embargo este nombre se cambió más tarde. El barco de 15 cubiertas tiene capacidad para 3,634 pasajeros atendidos por 1,360 tripulantes. Fue construida en 18 meses en el Astillero Aker Finnyards Turku, Finlandia, donde también se construyó su nave hermana, el Freedom of the Seas. 
Inicialmente construida en 154,407 tonelaje bruto (GT), cuando entró en servicio en 2007 superó a su nave hermana, Freedom of the Seas, como el crucero más grande jamás construido. Mide 1,111.9 pies (338.91 m) de largo, 184 pies (56.08 m) de ancho, y cruza a 21.6 nudos (40 km / h).
Liberty of the Seas es el segundo de los barcos de la clase Freedom. Un tercer barco, el Independence of the Seas, se entregó en abril de 2008. En 2009, el primero de una nueva clase de barcos clase Oasis de 220,000 toneladas brutas desplazó a la clase Freedom como los barcos de pasajeros más grandes del mundo.

## Instalaciones

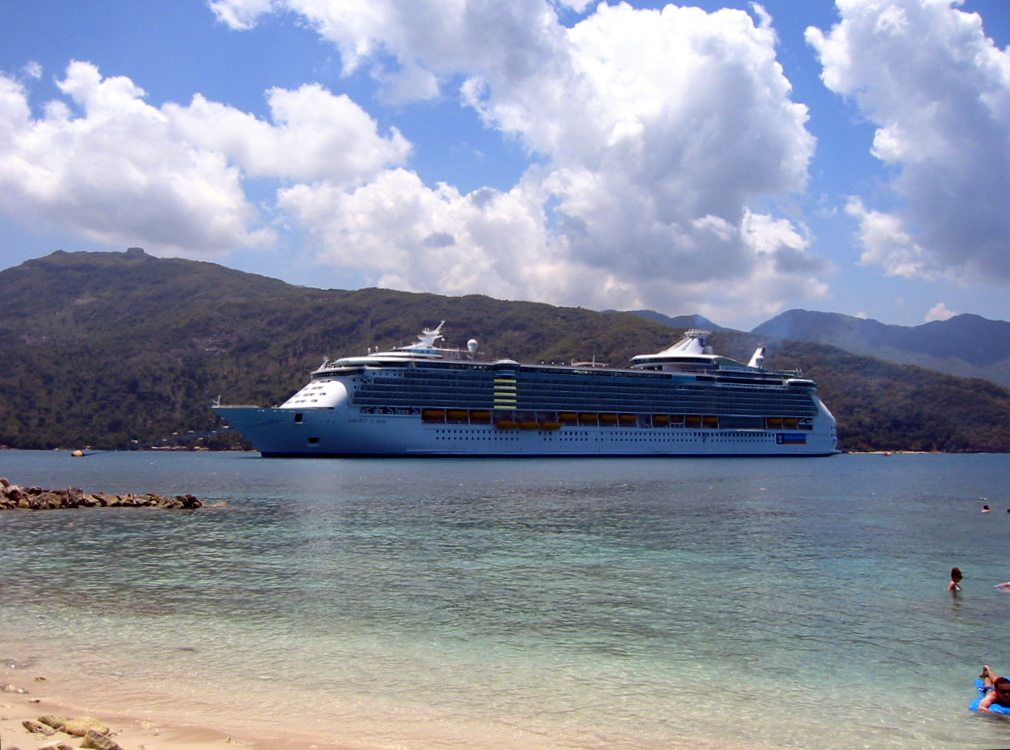
Liberty of the Seas en Labadee, Haiti, año 2008.

Liberty of the Seas cuenta con amplias instalaciones deportivas que incluyen el generador de olas FlowRider a bordo para el surf, un área de juegos acuáticos interactivos para niños, una cancha de voleibol / baloncesto de tamaño completo, una pista de patinaje sobre hielo y un gimnasio grande. También hay dos bañeras de hidromasaje que están en voladizo y se proyectan desde los costados del barco para proporcionar vistas sin obstáculos del mar y un centro de conferencias modular para reuniones de negocios. Entre otros comedores hay un comedor formal de tres niveles.
Una remodelación en 2016 agregó un complejo de toboganes de agua, con dos toboganes de carreras y un tobogán estilo boomerang, y un área de juegos acuáticos solo para niños, con toboganes de agua más pequeños.
Muchos de los interiores de la nave fueron decorados extensivamente.